# Phyllanthus rhodocladus
Phyllanthus rhodocladus är en emblikaväxtart som beskrevs av Spencer Le Marchant Moore. Phyllanthus rhodocladus ingår i släktet Phyllanthus och familjen emblikaväxter. Inga underarter finns listade i Catalogue of Life.